# Baby (chanson de Brandy Norwood)
Cet article concerne la chanson de Brandy. Pour la chanson de Justin Bieber, voir Baby.
Pour les articles homonymes, voir Baby.
Singles de Brandy
I Wanna Be Down
(1994) Best Friend
(1995)
Baby est un single de l'artiste américaine Brandy, issue de son premier album, Brandy (1994).

## Classements
| Classement (1995)              | Meilleure position |
| ------------------------------ | ------------------ |
| Australie (ARIA)               | 16                 |
| Canada (RPM)                   | 68                 |
| Nouvelle-Zélande (RMNZ)        | 4                  |
| États-Unis (Hot 100)           | 4                  |
| États-Unis (R&B/Hip-Hop Songs) | 1                  |

| Pays       | Certification |
| ---------- | ------------- |
| États-Unis | Platine       |